# Eurytoma tatipakensis
Eurytoma tatipakensis är en stekelart som beskrevs av Chandy Kurian 1954. Eurytoma tatipakensis ingår i släktet Eurytoma och familjen kragglanssteklar. Inga underarter finns listade i Catalogue of Life.